# الثنائي المطلق

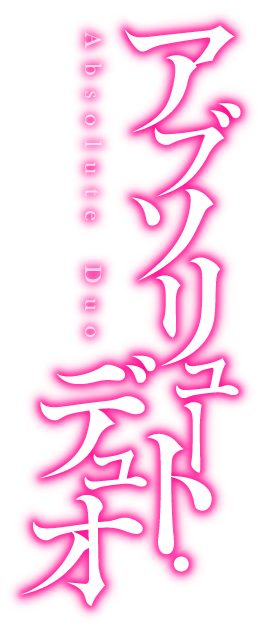
شعار الثنائي المطلق.

الثنائي المطلق (باليابانية: アブソリュート・デュオ، (تُنطق باليابانية: أبوسوريتيلي ديو) وهي عبارة عن سلسلة روايات خفيفة وأنمي يابانية من تأليف المانغاكا تاكومي هيراغيبوشي ورسم الفنان يو أسابا.
تبنت شركة ميديا فاكتوري نشرها في أحد عشر مجلدا منذ عام 2012 تحت بصمة MF Bunko J. وقد تم الإعلان عن مانغاتين خاصتين بالعمل وأُعلن عن تحويل السلسلة لمسلسل أنمي تلفزيوني مكون من 12 حلقة، تم العمل على الحلقات من قِبَل إستديو أيت-بت في الفترة بين 4 يناير 2015 و 22 مارس 2015.

## القصة
يلتحق تورو كوكونوي بأكاديمية كوريو، وهي الأكاديمية التي أنشأتها جماعة الفجر، وهي أحد المدارس الثانوية ولكنها ليست كأي مدرسة ثانوية، حيث يقاتل طلابها بعضهم البعض بالأسلحة المعروفة باسم البليز (باليايانية: 焔牙/ブレイズ وتُنطق باليابانية: بريزو). وهو سلاح أو مظهر من مظاهر الروح الإنسانية وهذا كتدريب ليصبحوا ضمن قوات حفظ السلام التابعة لِوكالة الفجر في المستقبل المعروفة باسم إثنرش. فيجب على الطلاب اجتياز المعركة أو اختبار القبول كما تدعى خلال حفل الترحيب بالطلاب الجدد من أجل التسجيل في الأكاديمية. على الرُغم من أن معظم الطلاب يظهرون أسلحة قتال سواء سيوف أو بنادق أو رماح، إلا أن قدرة تورو تتجلى على هيئة درع، مما يجعله غير نظامي (باليابانية: イレギュラー وتُنطق باليابانية إيريجورا)". تعتمد المدرسة نظام الثنائي أو الديو الخاص حيث يتم فيه تعيين شركاء للطلاب. يقترن تورو بجولي سيغتونا، وهي فتاة ذات شعر فضي من إحدى الدول الاسكندنافية، ويجب على الثنائي أن يتشاركان في السكن والقتال وفي كل شيء.

## الشخصيات

### الشخصيات الرئيسية
تورو كوكوني (باليابانية:九重 透流 ويُنطق باليابانية: كوكونوي تولو) 
مؤدي صوت الشخصية: يوشيتسوغو ماتسوكا 
تورو إلي جانب كونه البطل الرئيسي للقصة فهو الراوي في روايات ابسوليتلي ديو Absolute Duo الخفيفة. يلتحق بأكاديمية كوريو على أمل أن يصبح أقوى حتّى ينال بثأره لوفاة أخته الصغرى أوتوها (باليابانية 音羽). ويطلق عليه لقب غير النظامي لأن البليز خاصته يتشكل علي هيئة درع. يتعلم هجوما قويا باللكمة لاستخدامه بالتزامن مع البليز الخاص به. تشير جولي إليه أحيانًا باسم ثور من الميثولوجيا النوردية وتسمي ضربته باسم الميولنير نسبة لمطرقة ثور الشهيرة. بعد قضاءه لبعض الوقت مع جولي، يتحول هدفه من الانتقام لأجل موت أخته إلى أن يصبح قويا حتى يتمكن من حماية جولي. فيحصل على المستوى 4 من التسامي وهو «رغبة إيجيس». vol. 4
جولي سيجتونا أو جوليه ستجتونا (باليابانية : ユリエ・シグトゥーナ يُنطق باليابانية يوري شيجتونا)
مؤدية صوت الشخصية: نوزومي ياماموتو 
جولي هي الشخصية الرئيسية في الرواية جانب تورو وهي فتاة ذات عينان حمراوين وشعر فضي اللون، تصفف شعرها علي هيئة ذيل حصان مزدوج تصبح شريكة تورو في الثنائي.  إنها تحب تورو وبعد مرور بعض الوقت تصبح الثنائي الخاص به. وهي من قرية تدعى جيملي في اسكندنافية. البليز الخاص بها هو نوع من السيف، والمعروفة باسم الشفرتين التوأم. السبب في مجيئها إلى اليابان والتحقها بأكاديمية كوريو هو أنها تريد أن تصبح أقوى للانتقام لوفاة عائلتها. والندبة على ظهرها بمثابة تذكير لها بالحادث. ولهذا السبب، تبحث عن تورو للحصول على مساعدته في تعليمها مهارته. تقول جولي باللغة الدنماركية / السويدية / النرويجية: نعم والتي تُنطق «جا» (باليابانية: ヤー والتي تُنطق باليابانية: يا) ولا والتي تُنطق «ناي» (باليابانية: ナイ ، والتي تُنطق باليابانية: ناي). واحدة من ميزات جولي المثيرة للاهتمام هي شعرها الذي يقف ويتحرك حولها بمفرده يصفها زملائها بأنها دُمية، شعرها الفضي الطويل الذي ينزل إلى الوركين بشرتها شاحبة جدا، وتوصف بأنها بيضاء مثل الثلج، تجعل الجميع الرؤوس تنظر إليها في كل مرة تسير فيها في الأماكن العامة. من الواضح جدا أنها لا تعرف مدى جمالها. ترتدي ملابس أكاديمية كوريو العادية إلا عندما تتواجد في السكن مع تورو، حيث ترتدي قميصاً أبيض بأكمام طويلة وهو بيجامتها. شخصية جولي متحفظة، تتحرك برشاقة وتعطي هالة غامضة حولها. خجولة بعض الشيء وهادئة. على الرغم من ذلك، بدا أنها أظهرت اهتماما شديدا تجاه تورو منذ البداية، والذي بدوره بدا بالفعل منجذبا على الفور إلى جمال جولي الفريد من نوعه عندما رآها لأول مرة. إنها أيضا متفهمة ولا تعبر عن مشاعرها كثيراً، ومع ذلك، فهي لطيفة بشكل طبيعي. لم تنزعج من تورو عندما طلبت منه ليليث أن يكون الثنائي الخاص بها وهي أيضا هادئة جدا. إنها على استعداد للاستماع إلى تورو ومشاكله ولهذا السبب، فإن جولي الشخص الأكثر انفتاحا عليه ويمكنها الوثوق بتورو بسبب علاقتهما في الثنائي وأن لديهما أهدافاً مماثلة.
توموي تاتشيبانا (باليابانية : 橘 巴 ويُنطق باليابانية: تاتشيبانا توموي)
مؤدية صوت الشخصية: أياكا سوا 
توموي هي زميلة تورو جولي توموي لديها شعر أزرق كحلي مع عصابة رأس صفراء متصلة بجانب شعرها. لديها عيون برتقالية وبشرة فاتحة. ومع ذلك، في الأنمي تم تغيير لون عينيها إلى لون بني فاتح أكثر. . تشتهر بأنها امرأة يابانية تقليدية ناديشيكو تمتاز توموي بكونها ذكية وموهوبة وتمتلك جوا كريما. إنها تهتم كثيرا بالأشخاص المقربين منها وخاصة ميابي والتي على الرغم من كونها ضعيفة إلا أنها تختارها لتشكيل الثنائي معها. توموي مهتمة جدا بفنون الدفاع عن النفس والشوغي. لا يمكنها أبدا تحمل التراخي في العمل، لذلك فهي دائما ما توقظ الآخرين عندما يكونون على وشك التأخر. كونها نباتية، فإنها غالبا ما تعطي تورو طبقا من الخضروات للحفاظ على قدرته على التحمل والقوة. على الرغم من كل البرودة التي تظهرها، فقد نشأت وهي لا تعرف ما هو الحب. عندما اكتشفت أن ميابي معجبة بتورو، لم تستطع تقديم أي نصيحة ولكنها استمرت في دعمها بأي طريقة ممكنة. تكتشف لاحقا أن لديها مشاعر تجاه تورو أيضاً على الرغم من أنها ليست على علم بذلك. يمكنها الاعتناء بكل شيء وبرعاية الآخرين. على الرغم من أنها كانت قاسية بعض الشيء، إلا أنها مجتهدة واجتماعية، وكان ينظر إليها الآخرون بشكل إيجابي. البليز خاصتها هو كوساريغاما.
ميابي هوتاكا (باليابانية : 穂高 みやび تُنطق باليابانية: هوتاكا ميابي)
مؤدية صوت الشخصية: أياكا إيمامورا 
ميابي زميلة تورو التي تشكل ثنائيا مع توموي. حيث صدرها ضخم (مقاس صدرها من الفئة f) ميابي لديها شعر قصير بلون بني كستنائي يصل إلي كتفيها. لديها عيون ذهبية بشرتها فاتحة. لديها جسم صغير ومتوسط الطول. تميل إلى أن تكون خجولة في التعامل مع الآخرين، وخاصة في التعامل مع الأولاد باستثناء الرجال المسنين ذوي الأجواء اللطيفة لذا خُدعت من قبل إيكوبمينت سميث، ويتجلى هذا في بارتيادها مدرسة للبنات فقط قبل مجيئها إلى أكاديمية كوريو.تم تقديمها لأول مرة من قبل توموي تاتشيبانا، علي إنها الثنائي الخاص بها، خلال وجبة الإفطار. سرعان ما يراها تورو تركض، لكنها تنهار بسبب الإرهاق. أخبرت تورو أنها لا تريد أن تعيق توموي، لأنها تقول إنها لا تملك شيئا مميزا عنها. سرعان ما يهتف لها تورو بالقول إنها لن تكون عائقاً أمام توموي طالما أنها تتدرب وتعمل بجد. فتأخذ كلماته المشجعة وتبدأ في العمل بجد في تدريب نفسها. إنها تفتقر إلى القدرة على التحمل التي تمنعها من القيام بأي نشاط بدني لفترات طويلة من الزمن. أدركت في النهاية أنها تحب تورو واعترفت له بمشاعرها، ومع ذلك، رفضها بدلا من ذلك قائلا لها إنه ضعيف جدا بسبب حزنه علي اخته. على الرغم من رفضه، إلا أنها تأخذ كلمات تورو إلى قلبها، حتى أنها قبلت عرض إدوارد ووكر المعروف باسم ايكوبمينت سميث لتصبح أقوى، فحصلت على بدلة وحدة الاكسيد، على الرغم من اضطرارها إلى القتال ضد أصدقائها. إن البليز الخاص بها عبارة عن رمح ضخم وثقيل قادر على إحداث دمار واسع النطاق، ومع ذلك، فإنها تواجه صعوبة في استخدامه لأنها تفتقر إلى القدرة على التحمل.
ليليث بريستول (باليابانية : リーリス・ブリストルو يُنطق باليابانية: ريريثو بوريتسوتورو)
مؤدية صوت الشخصية: هاروكا يامازاكي 
ليليث هي طالبة نقل جاءت من إنجلترا تنتمي عائلة ثرية. ذات عيون زرقاء ياقوتية وشفاه حمراء. لديها شعر أشقر طويل. إنها تمتلك بشرة صافية تعطيها جمالاً فريداً من نوعه. ترتدي دائما شريطا أحمر في الجزء الخلفي من رأسها لتصفيف شعرها. إلي جانب تلك مظهرها الجذاب فتلقب ليليث بالاستثناء ((باليابانية: エクセプション أو 特別 (تُنطق باليابانية: إيكوسيبوشون أو توكوبيتسو)، تترجم حرفياً إلي «الخاصة»)) وذلك لأنها تعلمت في سن مبكرة كيفية إطلاق النار والصيد، ومع ذلك، فهي أيضاً أنانية ومتعجرفة. يطلق عليها، تدّعي بأنها قادرة على فعل أي شيء بغض النظر عن القواعد. ذهبت إلى اليابان من أجل تشكيل ثنائي مع تورو بعد سماع أخبار عن قدراته وكونه مميزاً تماماً مثلها، لكنها عادت خائبة الأمل عندما رفضها تورو. فتقع لاحقا في حب تورو، وتعلن أنه سيكون زوجها المستقبلي وأنها ستعمل بجد لتكسب قلبه. على الرغم من أنها مسجلة رسميا في أكاديمية كوريو، إلا أنها لا تحضر الفصل الدراسي أبدا مدّعية أنها أنهت دراستها بالفعل منذ فترة طويلة وهذا هو السبب في أنها تفضل التسكع حول حديقة المدرسة تحتسي الشاي مع سارة خادمتها المقربة منها. البليز الخاص بها هو بندقية، وهي تمتاز بمهارة رائعة في الرماية . على الرغم من أنها مسلحة بسلاح يمكنها إطلاقه من مسافة بعيدة، إلا أنها رشيقة للغاية بشكل مدهش لدرجة أنها تستطيع إطلاق النار على أي شخص من مسافة قريبة بالإضافة لذلك فعائلتها تملك شركة تسمي بريتسول تستثمر في وكالة الفجر ولديها علاقة صداقة قوية تربطها بساكويا مديرة المدرسة .

### الشخصيات الثانوية
ساكويا تسوكومو (باليابانية 九十九 朔夜 وتُنطق باليابانية: تسوكومو ساكويا)
مؤدية صوت الشخصية: يوي هوري
ساكويا هي رئيسة أكاديمية كوريو، ودائما ما تظهر وهي ترتدي فستان لوليتا قوطي. طريقتها في إدارة المدرسة لا ترحم لدرجة أنها تشجع في الواقع المعارك بين الطلاب. وهي معروفة باسم بليز ديابوليكا أو شيطانة البليز الصغيرة Blaze Diabolica. ساكويا هي فتاة ذات شعر أسود مجعد ومظهر يبدو أنها فتاة تبلغ من العمر 10 سنوات. لديها أيضا عيون بنفسجية داكنة وبشرة بيضاء شاحبة، ويبدو أنها خفيفة الوزن إلى حد ما. تعتبر فتاة جميلة جدا. فستانها مغطى بنمط الملابس السوداء مع زخارف بيضاء في بعض الأجزاء كما أنها ترتدي فستان رأس يغطي رأسها تقريبا، مع وردة وردية على جانبيه وتظهر بأنها سادية قليلاً ولديها علاقة صداقة بليليث .
ريتو تسوكيمي (باليابانية : 月見 璃兎 وتُنطق باليابانية : تسوكيمي ريتو) 

مؤدية صوت الشخصية: يوكاري تامورا
ريتو هي معلمة في أكاديمية كوريو، والتي تمتاز بكونها نشطة دائماً وترتدي ملابس مثل خادمة ذات آذان أرنب، مما يزعج فصلها بأكمله بشكل كبير. لديها شخصيتان. الأولي بريئة تشبه الطفلة، ملهمة، سعيدة وتحب تسمية طلابها بأسماء مختلفة، في حين أن الثانية شريرة، بذيئة، سادية، ولا ترحم، لدرجة أنها لا تفكر حتّى مرتين قبل أن تقوم بمهاجمة طلابها. على الرغم من موقفها البارد، تظهر أنها تهتم بطلابها، حيث دافعت عنهم ضد هجوم كيه وحتّى أنها إشارة لهم بإبهامها للأعلى. لا يبدو أنها تحب أن يهتم بها الطلاب كثيراً، حيث شوهدت تهرب من مجموعة من الطلاب في اليوم التالي. البليز الخاص بها علي هيئة سيف. حصلت على المستوى 4 من التسامي من ساكويا ولديها قدرة جديدة «أوبوروس».
إيماري ناغاكورا (باليابانية : 永倉 伊万里 وتُنطق باليابانية : ناغوكورا إيماري)
,
مؤدية صوت الشخصية: هاروكا توماتسو 
إيماري هو أول شخص يتحدث إليه تورو بعد دخوله المدرسة. لدي إيماري شعر بني طويل تسرحه علي هيئة ذيل حصان في الخلف بشريط أخضر فاتح. لديها عيون خضراء وبشرة فاتحة ومع ذلك، سرعان ما تم طردها من المدرسة بعد خسارتها أمام تورو خلال الامتحان التأهيلي . يتكون البليز الخاص بها من سيف واحد، تستخدمه مثل الكاتانا. عادت إلى الظهور عندما تم إرسال فصل تورو إلى معسكر تدريب صيفي في جزيرة نائية حيث تمتلك أكاديمية كوريو فرعاً آخر، حيث تم تدريب الطلاب مثلها الذين فشلوا في امتحان القتال من الفرع الرئيسي حيث تم نقلهم بالفعل إلى هناك وتم تدريبهم ليصبحوا شينوبي. ساعدت وحدتها صف تورو في ايقاف الوحدة التي أعدت كميناً لصف تورو لحظة وصولهم إلى الجزيرة.
أوي توراساكي (باليابانية : 虎崎 葵 وتُنطق باليابانية توراساكي أوي)

مؤدي صوت الشخصية: ناتسوكي هاناي 
أوي المعروف باسم تورا. تورا لديها شعر بني فاتح قصير وعيونه خضراء تميل للون الليموني حادة ويرتدي نظارات وهو صغير جدا وقصير بالنسبة لعمره. عادة ما ينظر إلى تورا بزيه الرسمي العادي لأكاديمية كوريو يظهر تورا أنه عنيد جدا وصريح مع الجميع. ومع ذلك، يظهر أنه لا يخبر الآخرين بما يشعر به حقاً، هو صديق طفولة تورو الذي يعتبر أيضاً غير نظامي فلقد كانا يذهبان لنفس مدرسة فنون الدفاع عن النفس معاً والبليز خاصته عبارة عن خنجر الكتار.
ريوتارو تاتسونو (باليابانية : 辰乃 龍太朗 وتُنطق باليابانية : تاتسونو ليوتالو)
صوت: يوشيهيسا كاواهارا 
ريوتارو يعرف بلقبه تاتسو، وهو زميل تورا في الغرفة. تاتسو لديه شعر بني شائك قصير وعيون أرجوانية (عادة ما تكون مغلقة). الفتيات يعتقدن أيضا أنه وسيم جداً على الرغم من أنه لا يتحدث كثيرا، فقد أظهر تاتسو أنه قوي التفكير، سواء في المظهر أو الشخصية تاتسو لديه لياقة بدنية عضلية عالية . وهو أيضا أطول شخص في الفصل. البليز خاصته هو هو ناجيناتا. اسمه الكامل هو ريوتارو تاتسونو (辰乃 龍太朗، تاتسونو ريوتارو) (في المانجا). غالبا ما تسميه المعلمة ريتو «البربري».
كيه أو k (باليابانية : ク)
مؤدي صوت الشخصية: تاكاهيرو ساكوراي
كيه جندي من فرقة أكيوبمينت سميث التي تسمي بالمتمردين وهو الشقيق الأصغر لريان وايفير. اسمه الحقيقي هو كيفن وايفير (باليابانية: ケヴィン=ウェイフェア و يُنطق باليابانية: كيفين ويّفيا) كيه لديه شعر أشقر قصيرا وعينينه زرقاوين. كما شوهد وهو يرتدي زي الوحدة في جميع الأوقات. منذ أن فقد عائلته في سن مبكرة، عمل مع أكيوبمينت سميث الذي حوله لآلة قتل لا ترحم لا تهتم إلا بالقوة والنتائج فقط . لا يعرف الكثير عن ماضي كيفين قبل الانضمام إلي إيكوبممينت سميث إلا أنه من أمريكا لديه أخ أكبر يدعي ريان قد توفي عندما كان يحميه يحتقر الصداقة أصيب كيفين بصدمة عندما مات أخيه الأكبر .
ساكاكي ناروكامي (باليابانية: 榊鳴神 وتُنطق باليابانية : ناولوكامي ساكاكي)
أفضل صديق سابق لتورو وهو المسؤول عن قتل شقيقة تورو الصغري أوتوها ووالد جولي في الماضي لكن لم يتم التعريف عن الأسباب التي دفعته للقيام بذلك .
إيكوبمينت سميث (باليابانية: イクイップメント・スミス وتُنطق باليابانية : إيكويبومينتو سميثو)

مؤدي صوت الشخصية: توموميتشي نيشيمورا
إيكوبمينت سميث واسمه الحقيقي هو إدوارد ووكر (باليابانية : エドワード·ウォルカー و تُنطق باليابانية : إدوادو وّلاكا).يوصف إدوارد بأنه رجل عجوز هزيل يرتدي ملابس بيضاء وعينيه الزرقاوين وأنفه الطويل يظهر إدوارد في البداية كرجل مسن لطيف وذكي للوهلة الأولى. ومع ذلك، يصبح من الواضح أنه متلاعب وبارد القلب، ويستغل ميابي المكسورة ويقوم بخداعها لقبول الوحدة التي صنعها ح يث سيمنحها القوة التي ستساعدها للفوز بقلب تورو. في الواقع، أراد فقط استخدامها من أجل إثبات قوة وحداته كأداة متفوقة في إطلاق إمكانات الشخص، مقارنة بأبحاث لوسيفير التي ورثتها ساكويا عن جدها. مثل ساكويا، يرغب إدوارد في العثور على الثنائي المطلق. ومع ذلك، فهو يعتقد أن طريقة ساكويا في رعاية الطلاب في بيئة عادية تشبه المدرسة هي «خطيئة»، وأن وحداته هي طريقة أكثر فعالية في تحقيق هدفه. تم الكشف لاحقا في المجلد 4 أن إدوارد يعرف جد ساكويا، وكذلك عائلة ليليث، ويكره كليهما. عائلة تسوكومو لتجاوزها أبحاثه، وعائلة بريستول لتركه للبحث عن طريق آخر.بعد هزيمة كيه ويبدأ في إهانته ووصفه بالفاشل، يقتله كيه.
الديفا الصامتة أو سايلانت ديفا (باليابانية : 洌游の對姫/サイレントディーバ وتُنطق باليابانية : سايرانتو دييا)
مؤدية صوت الشخصية:: آي كيانو
الديفا الصامتة هي شابة، شعرها أزرق فاتح يصل إلى وركيها، وترتدي ملابس أرجوانية وتضع الماس كحلي للشعر على كل جانب من شعرها، ولديها عيون أرجوانية، تماما مثل ساكويا. وتلقب أيضا باسم بياتريكس الزمردية وهي فتاة ناعمة الكلام للغاية تريد الأفضل للآخرين وأحد أعضاء منظمة ريجين واكثرهم شهرة يمكن ربط سعيها بالحصول على الثنائي المطلق بهدفها المتمثل في التقدم الطبي. إنها أميرة لبلد في أوروبا الشرقية ويبدو أنها وريثت عرشها. وهي احدي صديقات ساكويا .
سارة (باليابانية : サラ وتُنطق باليابانية : سارا)
مؤدية صوت الشخصية: نوزومي نيشيدا
سارة هي خادمة ليليث بريستول شعرها أزرق داكن قصير وعينيها البنيتين. عادة ما تُشاهدا بملابس الخدم الشخصي سارة، التي لا تتحدث كثيرا، أقسمت على الولاء للفتاة الذهبية ليليث. سارة مستعدة لحماية ليليث وتغضب من تورو عندما تقترب منه ليليث ويقوم برفضها . وعلاوة على ذلك، فهي على علاقة جيدة معه.
دارك راي ديزاير (باليابانية :ダークレイ災害 وتُنطق باليابانية : داك لاي ساي جاي)
مؤدي صوت الشخصية: تاكويا إيغوتشي
دارك راي ديزاير المعروف أيضا باسم هوغو هو أحد أعضاء ريجين ويهدف إلي الوصول لثنائي المُطلق . إنه شخص مؤثر ويُقال إنه مرتبط بالكنيسة. لكن لم يتم تحديد ما هو الدين الذي يعتنقه . ويبدو أنه يحمل ضغينة تجاه عضو آخر في ريجين هو تمبيست جادج . كما أنه يكن كره تجاه ساكويا لأن الكنيسة تعتبر صنع اللوسيفر بدعة وهرطقة. فإنه قادر على إظهار الظلال التي يمكن أن تشكل المنجل كسلاح. يلقب بالفارس المقدس وهو ممثل لمنظمة هولي .
تمبيست جادج
مؤدي صوت الشخصية : ساتوشي هينو
تيمبست جادج هو المعروف أيضا باسم كلويز وهو أحد أعضاء منظم ريجين ويهدف للوصول إلي الثنائي المطلق . يبدو أنه فرنسي ويرتدي ملابس تشبه إلي حد ما ملابس فارس من طبقة النبلاء. وهو على خلاف مع دارك راي ديزاير. كممارس سحر معروف، يمكنه تحويل جسده بالكامل إلى كرة صغيرة من الضوء. تواطأ سرا في الصراع أكيوبمينت سميث ضد بليز ديابوليكا.
جريج فانتوم
مؤدي صوت الشخصية : كينتارو إيتو
جريج فانتوم هو المعروف أيضا باسم.أوجي وهو عضو في جماعة ريجين ويهدف للوصول إلي الثنائي المطلق ويرتدي ملابس الساموراي يستمتع بشرب الكحول ولديه تأثير شديد ويلمح إلى أنه مقاتل قوي جدا قادر علي أيقاف النزاع بين تمبيست جادج ودارم راي ديزاير . ويعمل كوسيط بين اقرانه من أعضاء المنظمة .
مومو كيبيتسو (باليابانية : 吉備津 桃 وتُنطق باليابانية كيبتسو مومو)
مؤدية صوت الشخصية: مامي أوشيدا
أحد طلاب ريتو تسوكيمي وهي صديقة ميابي مومو لديها شعر أسود قصير يصل إلى كتفيها على الأقل ، لديه عيون زرقاء وبشرة شاحبة جداً . وتقوم بدعمها والبليز خاصتها علي هيئة قوس وسهام.
أوتوها كوكونوي (باليابانية : 九重 音羽 وتُنطق باليابانية كوكونوي أوتوها)
مؤدية صوت الشخصية: مانامي تاناكا
شقيقة تور المتوفاة التي قتلها ساكاكي ناروكامي في الدوجو الذي كان يذهب الثلاثة إليه معاً لذا يسعي تورو للأنتقام لأخته ... أوتوها لديها شعر بني متوسط الطول ، ولديها عيون بنية فاتحة كهرمانية فاتحة تشبه ميابي في المظهر ، مما يجعلها تشبه شقيقها قليلا. يتحول شعرها إلى اللون الوردي عندما تستخدم البليز الخاص بها .
ريان وايفاير (باليابانية : ライアン ウェイフェア وتُنطق باليابانية : لايان ويفيا)
مؤدي صوت الشخصية : تاكاهيرو مياكي
ريان هو شقيق كيه الذي توفي بسبب حمايته لشقيقه كيه.
ميوا (باليابانية : 美和)
مؤدية صوت الشخصية: إيمي تاناكا
شريكة الثنائي الخاصة بإيماري ناغاكورا. ميوا جميلة جدا ذات شعر أرجواني متوسط الطول، ولديها عيون أرجوانية.و البليز خاصتها علي هيئة كوناي.

فاليريا كارلايل (باليابانية : ヴァレリアカーライル وتُنطق باليابانية: فاريريا كارايرو)
هي إكسيد عثرت على جولي وأبلغت أكاديمية كوريو عن حالتها. وهي مسؤولة عن إرسال جولي إلى المدرسة. لديها لقب ستيلر أو الممتازة فاليريا لديها شعر طويل أحمر قرمزي وعيون زرقاء. اكتشفت جولي منذ سنوات قبل بداية القصة. حيث كانت في مهمة للقبض على بعض المجرمين الذين عبروا حدود البلد بالقرب من جيملي المدينة التي تقطنها جولي. وهناك تقابلت مع جولي في وضع الوحش الأسود. لعدم رغبتها في القتال، وضعت يديها في الهواء مما يشير إلى أنها لا تريد القتال. لكن جولي المتوحشة أتت إليها. كونها عالية المستوى تمكنت من القتال على قدم المساواة مع جولي التي يبدو أنها أقوى من الإكسيد العادية. تمكنت من هزيمتها بسبب عدم قدرة جولي على التحكم في قوتها وسرعتها. أحضرت جولي إلى منظمة الفجر لمقابلة البروفيسور تسوكومو. ثم تمكنوا من تحديد جولي على أنها إيل أويك وهذه الشخصية لم تظهر في الأنمي بل ظهرت في المجلد الخامس من المانغا . 
ميكوني (باليابانية : 三国)
هو أكسيد وهو حارس ساكويا الشخصي وهو أحد أعضاء هيئة التدريس باكاديمية كوريو وهو مشهو بالإكسيد الأقوى .
البروفيسور تسوكومو (باليابانية 教授九十九 ويٌنطق باليابانية: كيوجو تسوكومو)
هو جد ساكويا وهو الشخص الذي توصل إلي ابتكار البليز وهو أيضا الشخص الذي نجح في ختم حالة الوحش الأسود التي لا تقدر جولي السيطرة عليها باستخدام تقنية اللوسيفير التي أبتكرها ولا يعرف هل توفي أو تقاعد وترك منظمة الفجر لهذا السبب قد اخذت ساكويا مكانه .

## مصطلحات الأنمي
- البليز وهو سلاح أو القوة المتشكلة من الروح الإنسانية عن طريق ظهور علامة أستار علي صدر المُستدعي ... لتصبح كهيئة النار ومن ثم تتشكل علي هيئة سلاح سواء سيف، فأس، رمح .. إلخ

و يمكن للبليز أن يتشكل علي هيئة رغبة ما مثل الأمل أو الانتقام أو الحماية وعلي الرغم من أن البليز ما تظهر في الواقع كأسلحة، إلا أنها غير قادر على إحداث أي ضرر مادي . ومع ذلك، فإنها تلحق الضرر بروح الخصم، مما يؤدي إلى ألم جسدي. وبالتالي، فإن الطريقة الوحيدة لكسب معركة عادة (في ظل القوانين التي تفرضها المدرسة) هي التعامل مع ما يكفي من الضرر لروح الخصم ليتم اجباره علي أن يستسلم. ومع ذلك، في ظل ظروف غير طبيعية، من الممكن أن تتسبب البليز في إحداث ضرر مادي. حيث كشف ريتو تسوكيمي، أن البليز الذي يتشكل بنية القتل سيلحق أضرارا بالجسم. بالإضافة إلى ذلك، نظرا لأن البليز تنشأ من روح المرء، فإنها لا تزال مرتبطة بروحه. هذا يعني أنه إذا كسر المرء بليزاً في المعركة ، فسوف يتسبب ذلك في قدر كبير من الضرر لروح المستخدم ، مما يتسبب في أن يكون هذا المستخدم فاقدا للوعي ولن يستيقظ لمدة يوم كامل على الأقل (والذي غالبا ما يسبب ضررا كافياً يؤدي إلى النصر) وفي مستوي التسامي الرابع تظهر القوة الحقيقية للبليز .
- الثنائي المطلق هو مصطلح لوصف الحدود النهائية للروح. ومع ذلك ، لا يوجد تحديد واضح لكيفية تفسيره. فتهدف الكثير من المنظمات الخفية في جميع أنحاء العالم إلى تحقيق ذلك بأساليبها المختلفة. أبرزهم أعضاء منظمة الفجر. وعائلة بريستول من إنجلترا هي أيضا جزء من القلة التي عرفت وجود مفهوم الثنائي المطلق.[28]
  - الإكسيد هو الفرد الذي يتم تعزيزه حيوياً عن طريق آلة نانو تسمي لوسيفير والذي يعطيه القوة لتشكيل البليز ومن الذين حصلوا علي قوة الأكسيد هم (تورو ، جولي .. بالإضافة إلي معظم أبطال القصة.[29]
  - علامة استار هي العلامة التي تظهر علي صدر المُستدعي عندما يقوم بطقوس التحول إلي الإكسيد بعدما يتم تعزيزه حيوياً عن طريق آلة نانو تسمي لوسيفير والتي تعطيه القوة لتشكيل البليز
- الوحدة هي عبارة عن بدلات معركة مُصممة ميكانيكياً ، والتي تمكن مُرتديها وتعطي قدرات تنافس سرعة وقوة الإكسيد . هناك إصدارات مختلفة من الوحدات التي لديها قدرات مختلفة. تم إنشاؤه بواسطة إيكوبمينت سميث وذلك للوصول للثنائي المطلق لا تأتي الوحدة عادة بأسلحتها الخاصة ولديها مناعة طفيفة ضدّ هجمات البليز وهذا هو السبب في أن المتمردين يستخدمون الأسلحة التقليدية في القتال ومن بين مستخدمي الوحدات هم كيه وميابي هوتاكا .[30][31]

- اللوسيفير أو اللوفيكير هي عبارة آلة نانوية تساعد في تعزيز جسم الإكسيد حيويا فتظهر علي صدره علامة أستار فتساعده علي تشكيل البليز .[30]
- إيل أويك هم كالإكسيد ولكنهم لم يحصلوا علي اللوسيفير الخاص بهم فبالتالي يمكنهم تجسيد البليز ولكن مشاعرهم السلبية هي التي تتحكم في صنع البليز الخاص بهم وبالمقارنة بالإكسيد العاديين هم أقوي منهم واسرع منهم ولكنهم لا يعرفون الفرق بين العدو والحليف ومع ذلك فأن قوتهم الكبيرة قد تتسبب لهم أضرار كبيرة بسبب عدم تحكم عقولهم واجسامهم في تلك القوة الكبيرة
- الثنائي في أكاديمية كوريو يختار اثنين من الطلاب العمل معاً كشركيين فيتشاركان الدراسة والسكن وكل شيء
- المتمردون هم الجيش الذي صنعه إيكوبمينت سميث وسمي بفيلق ذبح - الإله والذي يستخدمون الوحدات وذلك لمجرات قوة الإكسيد والبليز.[32]